# Психоэндокринология
Психоэндокриноло́гия (англ. Psychoendocrinology) — область медицины, в рамках которой изучается взаимодействие между функционированием эндокринной системы организма человека и его психикой.
Психоэндокринология, прежде всего, рассматривает влияние секретов эндокринных желез организма, называемых гормонами, на психический статус человека, и наоборот — воздействие различных психологических стимулов на функционирование эндокринной системы организма человека.
Понятие «психоэндокринология» может быть также использовано в медицине как эквивалент (синоним) понятия «психонейроэндокринология» (англ. Psychoneuroendocrinology).

## Возникновение психоэндокринологии как научной дисциплины
Психоэндокринология, как научная дисциплина, возникла в середине XX века, наряду с другими биоповеденческими дисциплинами — психобиологией, нейробиологией, нейропсихологией, психофармакологией и социобиологией.
Гормоны играют весьма важную роль в определении разнообразных форм поведения у людей и животных, что доказано на основании накопленных за многие десятилетия активных исследований в данной области надёжных экспериментальных и клинических данных. Последнее обстоятельство превратило психоэндокринологию в перспективное и динамично развивающееся направление современной медицины.

## Развитие психоэндокринологии в России
Основоположником отечественной (советской и российской) школы психонейроэндокринологии считается психиатр, доктор медицинских наук, профессор Арон Исаакович Белкин (1927—2003).
В настоящее время одним из ведущих российских психоэндокринологов является известный российский психиатр, психотерапевт и психоаналитик, директор Московского городского психоэндокринологического центра, доктор медицинских наук, профессор Степан Нарбеевич Матевосян.